# Armenische Männer-Handballnationalmannschaft
Die armenische Männer-Handballnationalmannschaft repräsentiert den Handballverband Armeniens als Auswahlmannschaft auf internationaler Ebene bei Länderspielen im Handball gegen Mannschaften anderer nationaler Verbände.

## Geschichte
Vorgängermannschaft war bis 1991 die sowjetische Männer-Handballnationalmannschaft und bis 1992 die Männer-Handballnationalmannschaft der Gemeinschaft Unabhängiger Staaten. Seit 1992 ist der armenische Handballverband Mitglied der Europäischen Handballföderation (EHF) und der Internationalen Handballföderation (IHF). Für ein großes Turnier konnte sich die Auswahl bisher nicht qualifizieren.
Zur Förderung des Handballsports nahm Armenien mehrfach an der EHF Challenge Trophy teil. 1999 gelangen in sechs Spielen zwei Siege über Irland (34:13) und Malta (37:18). 2001 besiegte man Malta (26:22) und Irland (35:22) und verlor drei weitere Spiele. 2007 und 2009 wurden jeweils alle drei Begegnungen verloren.
Bei der vom Weltverband ausgerichteten IHF Emerging Nations Championship unterlag die Mannschaft 2015 und 2017 jeweils in allen fünf Partien.